# Mammillaria pectinifera
Mammillaria pectinifera är en kaktusväxtart som beskrevs av Frédéric Albert Constantin Weber. Mammillaria pectinifera ingår i släktet Mammillaria och familjen kaktusväxter.

## Underarter
Arten delas in i följande underarter:
- M. p. pectinifera
- M. p. solisioides

## Bildgalleri

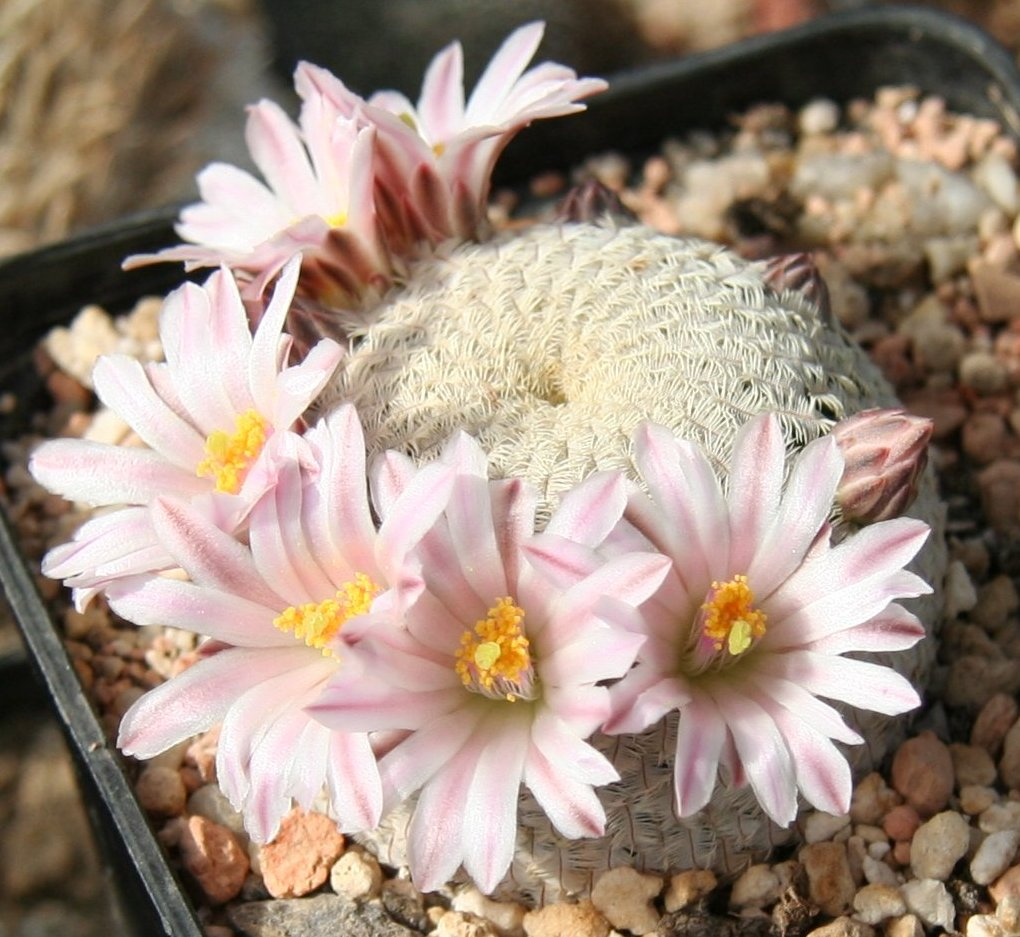
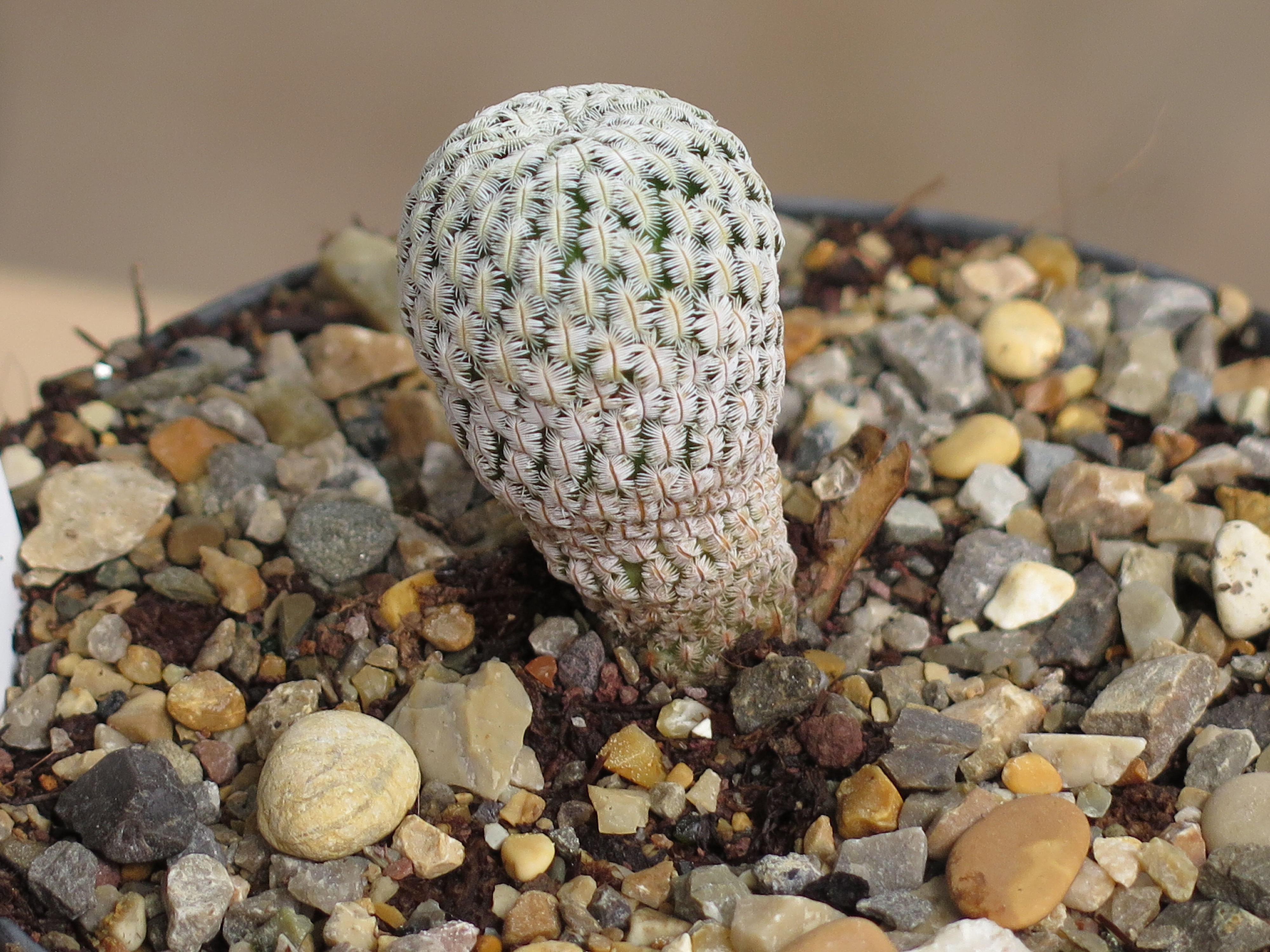
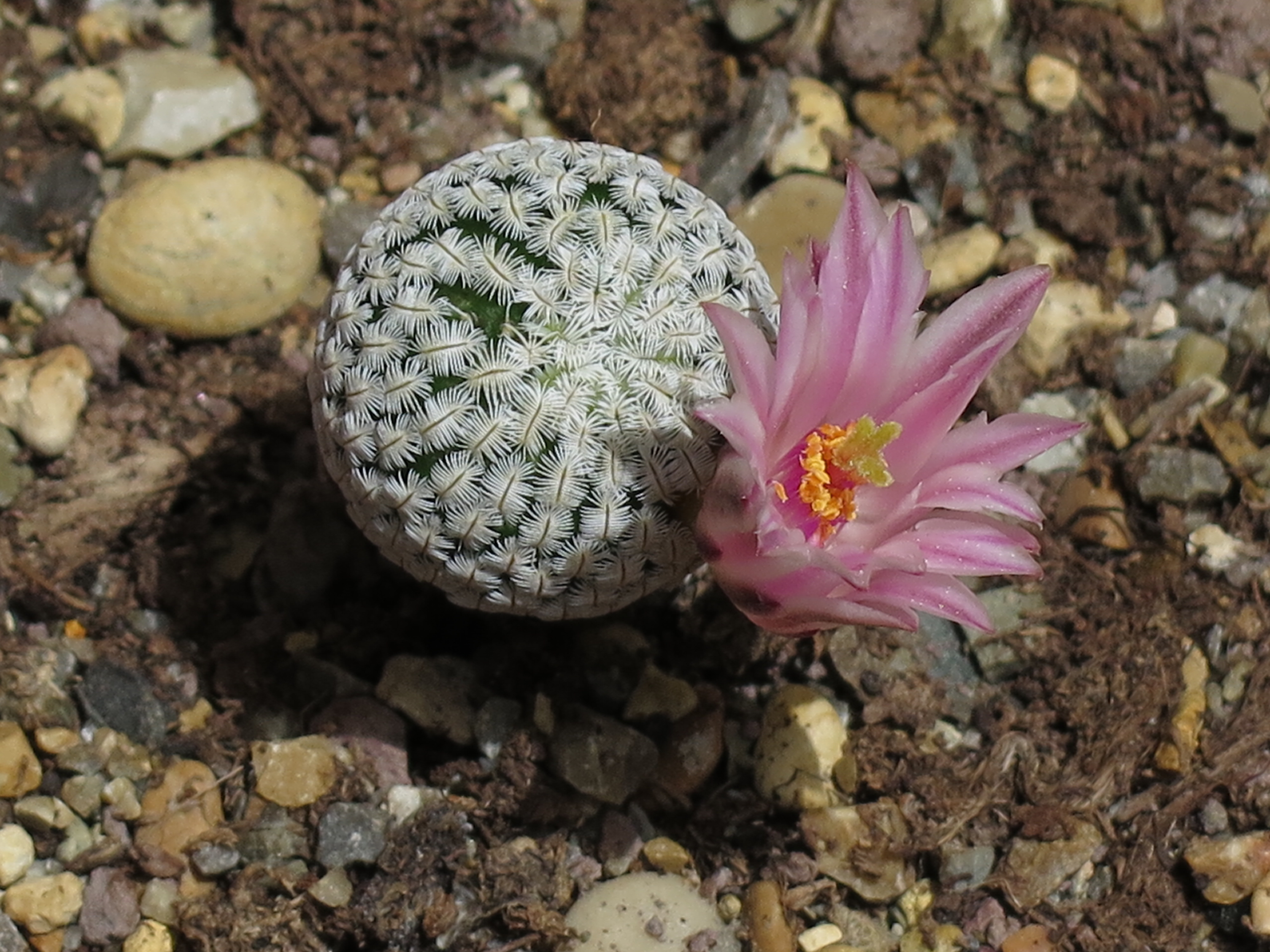